# Helmut Kuhne
Helmut Kuhne (* 6. September 1949 in Soest) war von 1994 bis 2009 Europaabgeordneter für die SPD in der Sozialdemokratischen Fraktion im Europaparlament.
Im Europaparlament war Helmut Kuhne Mitglied im Ausschuss für auswärtige Angelegenheiten, im Unterausschuss für Sicherheit und Verteidigung und in der Delegation für die Beziehungen zu den Vereinigten Staaten.

## Werdegang
- 1973: Diplomsoziologe
- 1994: Tätigkeit am evangelischen Gymnasium Lippstadt und in verschiedenen Einrichtungen der Erwachsenenbildung, zuletzt als wissenschaftlicher Mitarbeiter am Landesinstitut für Schule und Weiterbildung des Landes Nordrhein-Westfalen in Soest (1974–?)
- Seit Oktober 2000 Lehrauftrag mit Unterbrechungen an der Fakultät für Sozialwissenschaften an der Ruhr-Universität Bochum
- 1974–1978: Bezirksvorsitzender der Jungsozialisten Westliches Westfalen
- 2000: Mitglied des SPD-Bezirksvorstands Westliches Westfalen (1978 bis August 2000)
- 1984–1994: Mitglied im Kreistag Soest
- 1999: Mitglied des Rundfunkrates des Westdeutschen Rundfunks (1991 bis Ende 1999)